# Sainte-Marie-du-Mont (Mancha)
Sainte-Marie-du-Mont é uma comuna francesa na região administrativa da Normandia, no departamento Mancha. Estende-se por uma área de 26,86 km². Em 2010 a comuna tinha 731 habitantes (densidade: 27,2 hab./km²).